# Bisdom Abakaliki
Het bisdom Abakaliki (Latijn: Dioecesis Abakalikiensis) is een rooms-katholiek bisdom met als zetel Abakaliki, de hoofdstad van de staat Ebonyi in Nigeria. Het bisdom is suffragaan aan het aartsbisdom Onitsha.

## Geschiedenis
Het bisdom werd opgericht op 1 maart 1973, uit gebied van het bisdom Ogoja. 

## Parochies
In 2018 telde het bisdom 140 parochies. Het bisdom had in 2018 een oppervlakte van 6.342 km2 en telde 2.571.465 inwoners waarvan 23,3% rooms-katholiek was.

## Bisschoppen
- Thomas McGettrick (1 maart 1973 - 19 februari 1983)
- Michael Nnachi Okoro (19 februari 1983 - 6 juli 2021, hulpbisschop sinds 27 juni 1977)
- Peter Nworie Chukwu (6 juli 2021 - heden)

Onitsha (aartsbisdom) · Abakaliki · Awgu · Awka · Ekwulobia · Enugu · Nnewi · Nsukka